# Agneta af Geijerstam
Agneta af Geijerstam, född 15 juli 1842 på Kroppfjäll i Hova socken, Skaraborgs län, död 23 november 1933 i Lund, var en svensk lärare och porslinsmålare.
Hon var dotter till löjtnanten Emanuel af Geijerstam och Catharina Charlotta Carpelan. Geijerstam var först verksam som lärare på Åmåls elementarskola innan hon flyttade till Göteborg där hon arbetade som lärare i porslinsmålning. Hon verkade de sista åren i Lund. Hon var under en kortare tid hovdam hos hertiginnan Teresia av Dalarna. af Geijerstam är begravd på Hova kyrkogård.